# Worksong
Worksongs (deutsch: Arbeitslieder) sind Lieder der Afroamerikaner, die seit dem 17. Jahrhundert aus Westafrika als Sklaven in die Südstaaten der späteren USA deportiert wurden. Sie wurden vor allem auf den Baumwoll-Feldern bei der Arbeit gesungen, ursprünglich als improvisierte Wechselgesänge zwischen Vorsänger und Gruppe ohne Instrumentalbegleitung. Zusammen mit Spirituals und Gospels und anderen Stilen der afroamerikanischen Musik bilden sie eine wesentliche Wurzel des Blues und des Jazz.

## Form, Inhalt, Zweck
Worksongs wurden a cappella – ohne Instrumentalbegleitung – gesungen und nicht notiert, sondern improvisiert. Sie wurden nur oral ausgeführt (mündlich tradiert) und wandelten sich mit den Arbeitseinsätzen der Sklaven ständig. Sie hatten daher nur wenige festgefügte Formelemente wie den Call and Response (Ruf-Antwort): Ein Vorsänger (leader) gab eine spontan erfundene Melodielinie vor, und die arbeitende Gruppe (choir) antwortete unmittelbar darauf. Dadurch entstand ein starker Rhythmus, der den Arbeitsablauf leitete. Er erhielt zum einen die Konzentration jedes Einzelnen aufrecht und sorgte zum andern für bessere Koordination der Bewegungen, lenkte alle Sänger von der Monotonie der Arbeit ab, erleichterte ihre gemeinsamen Bewegungsabläufe und steigerte so ihr Durchhaltevermögen. Oft wurden dieselben bekannten Melodien bei neuen Arbeiten mit neuen Texten unterlegt, um die schon eingearbeitete Gruppe zusammenzuhalten.

## Arten
Die besonderen Arbeitsformen der Sklaven brachten in den Vereinigten Staaten verschiedene Arten (Gattungen) von Worksongs hervor:
- Fieldhollers: auf den Baumwoll- und Maisfeldern gesungene laute Rufgesänge
- Chaingang Songs: Die Lieder von Häftlingen, vor allem der Staatsgefängnisse im Bundesstaat Mississippi (parchment farms), in dessen Strafvollzug die Gefangenen Feldarbeit verrichten mussten. Diese Art wurde auch von Gefangenentrupps, den sogenannten chain gangs, in den Steinbrüchen und bei Straßenarbeiten gesungen.

Verwandt damit sind auch:
- Herding Songs: Um Viehherden auf dem Viehtrieb während der Nacht zu beruhigen, sangen die Cowboys Lieder, die ihren Ursprung in den Wiegenliedern haben.
- Cattle Calls: Klein- und Großvieh wurde mit bestimmten Silben- und Tonfolgen, die an die Laute der Tiere angelehnt waren, gelockt.

## Sänger und ihr Repertoire
Originaltexte von Worksongs vor 1880 sind kaum überliefert. Die meisten heute noch bekannten Melodien gehen auf die Worksong-Renaissance der 1950er und 1960er Jahre zurück und wurden dort bereits verändert. Typische Vertreter des Liedguts von vor allem schwarzen Häftlingen waren etwa der Leadsänger Huddle Ledbetter, genannt Leadbelly (1885–1949) und sein Gitarrenbegleiter Blind Lemon Jefferson (1893–1929). Ihre Songs wurden in den 1950er Jahren von den weißen Folkloristen John und Alan Lomax (Vater und Sohn) gesammelt und veröffentlicht. Einige typische dieser Songs sind:
- Long John: Ursprung wird in Westafrika vermutet.
- Stewball geht auf eine englische Ballade des 18. Jahrhunderts zurück.
- The Gray Goose ist ursprünglich ein altes Sklavenlied vor 1865.
- Take This Hammer, dessen Melodie fast identisch ist mit einem Spiritual, wurde in den 1960ern ein Protestlied und auch in der Volksmusik bekannt.
- I’m on My Way to Canaan’s Land ist ein Spiritual.
- Irene, Good Night ist ähnlich wie Good Night, Ladies ein englisches Volkslied.
- Cotton Fields ist ein weiteres altes Sklavenlied.
- Cotton needs a picking stammt aus den USA, wo es auf Baumwollfeldern vorwiegend von Sklaven gesungen wurde.
- The Midnight Special war wohl ein Song, der bei geheimen Bush meetings gesungen wurde.
- The Rock Island Line wurde beim Fels-Abtragen gesungen.
- Go Down Old Hannah ähnelt dem Spiritual Go down Moses.
- Nye Gba (Ziehe!) aus Südafrika
- I'm Working My Way Back Home ist bereits die individualisierte Bluesversion eines Worksongs, überragend interpretiert z. B. von Robert Johnson in den 1930er Jahren.

Ein bekanntes Beispiel für einen zum Schlager gewordenen Worksong ist Harry Belafontes Banana Boat Song.

## Geschichte

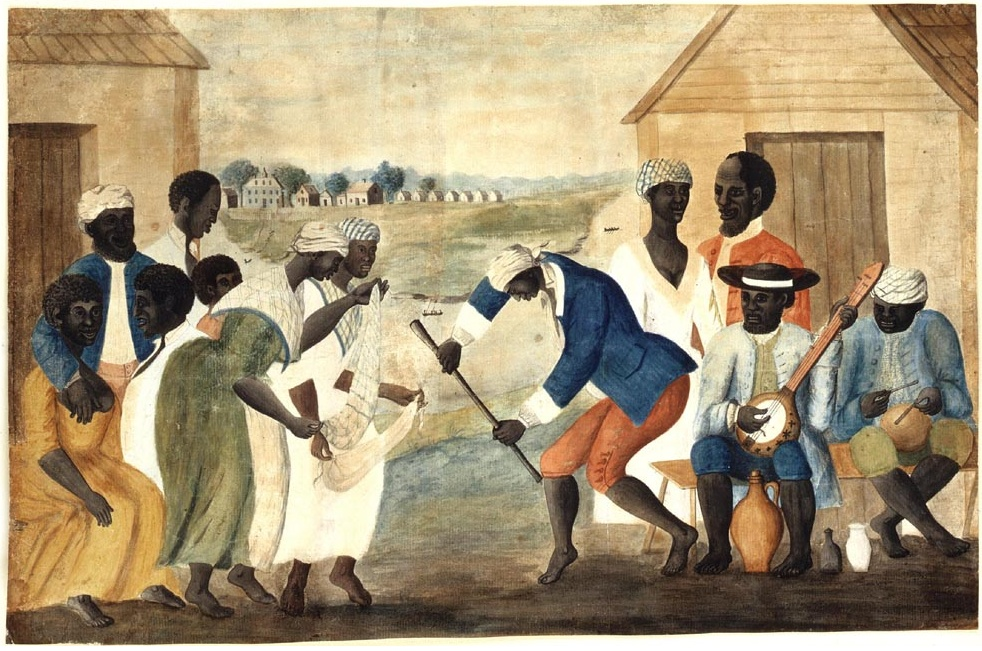
Afroamerikanische Sklaven tanzen zu Banjo- und Perkussionsbegleitung, um 1780

Die Entstehung der Worksongs ist eng mit der Geschichte der Sklaverei in den USA verknüpft. Afroamerikaner mussten seit etwa 1660 auf Baumwollplantagen, aber auch in den Städten der USA für weiße Herren arbeiten. Anders als in den katholisch und synkretistisch geprägten Kolonien Süd- und Mittelamerikas verboten ihnen die überwiegend protestantischen Nordamerikaner nordeuropäischer Herkunft weitgehend ihre eigene Musikausübung. Vor allem das Trommeln galt als „heidnisch“ und konnte, so die Befürchtung der Sklavenhalter, zur Verständigung der Schwarzen über räumliche Entfernung hinweg dienen: etwa für Ausbruchsversuche oder Aufstände.
So blieb den Sklaven nur der Gesang als Ausdrucksmittel. Manche Sklaventreiber (drivers) erlaubten ihnen, ruhige Lieder (quiet songs) zu singen, solange diese sich nicht gegen die Sklaverei wandten. Diese Lieder erleichterten den Arbeitsablauf und dienten der Aufmunterung durch gemeinsamen Ausdruck der Gefühle, ähnlich dem Gesang von Galeerensklaven oder Häftlingen (chain gangs). Die Texte der auch Plantation Songs genannten Lieder handelten vom täglichen Leben der Sklaven und hatten keine religiösen Inhalte. Die so begleiteten Arbeiten waren z. B. das Ernten und Sammeln von Baumwollblüten auf den Feldern, Schaufeln von Gräben, Holzhacken, Frachten verladen, Hämmern von Planken, Befeuern von Dampfbooten, Felsbrocken schleppen, Bahngleise verlegen und andere.
Mit dem Verbot des internationalen Sklavenhandels 1808 und der Abschaffung der Sklaverei in den USA 1865 waren rassistische Unterdrückung, Diskriminierung und Benachteiligung der schwarzen Nordamerikaner noch lange nicht überwunden. Erst mit der christlichen Erweckungsbewegung seit etwa 1850 wurden manche Verbote gelockert. Schwarze durften nun in sonntäglichen Gottesdiensten oder anderen Zusammenkünften – den praise hours – gemeinsam ohne Trommelbegleitung singen und tanzen. Auch auf geheimen Treffen (camp meetings, bush meetings) stand das gemeinsame Singen im Vordergrund, um Freude, Leid und Hoffnungen auszudrücken und zu teilen.
Die ältesten heute noch bekannten Worksongs stammen aus den 1880er Jahren: Es waren die so genannten Shanties (von chant: „Lied“) der Sklaven an der Küste Georgias, die in Virginia, North und South Carolina übernommen wurden. Viele dieser Melodien sind nahtlos in die späteren Spirituals und Gospels eingegangen, so dass man von dort aus Rückschlüsse auf den Charakter der Worksongs ziehen kann. Oft versahen sie die bekannten corn ditties („Maisliedchen“) einfach mit neuen, diesmal religiösen Texten und gaben ihnen eine stärkere rhythmische Basis durch Stampfen mit den Füßen und Klatschen in die Hände. Aber auch die sakralen Texte drückten in erster Linie die gemeinsame Lage und das Schicksal der Sklaven aus.
Aus dieser Musiktradition entwickelten sich der Blues und später der Jazz, die viele ihrer musikalischen Elemente – z. B. Improvisation, Ruf-und-Antwort-Schema, Sprachmelodik, Textinhalte, Ausdruck – aufgenommen und bewahrt haben.
In den 1960er Jahren zogen weiße Bürgerrechtler und Gelegenheitsarbeiter erneut durch die Südstaaten, sammelten und entdeckten viele der alten chain songs schwarzer Gefangener wieder, gaben ihnen neue Texte und machten sie auf ihren Touren bekannt: So ist auch der Southern Folk ein Ableger der frühen Worksongs.